# 열대흙파는쥐
열대흙파는쥐 또는 열대주머니고퍼(Geomys tropicalis)는 흙파는쥐과에 속하는 설치류의 일종이다. 멕시코의 토착종이다. 자연 서식지는 무더운 사막 지역이다. 서식지 감소로 위협을 받고 있다.

## 특징
열대흙파는쥐는 등과 머리는 황갈색과 갈색을 띤다. 하체는 흰털이 덮여 있고, 꼬리는 거의 털이 없다. 큰 앞발과 작은 눈 그리고 통통한 몸을 갖고 있다. 수컷이 평균적으로 암컷보다 크다.

## 분포 및 서식지
열대흙파는쥐는 멕시코 타마울리파스주 남동부 끝단 근처의 작은 지역에 제한적으로 분포한다.